# Amity (New York)
Pour les articles homonymes, voir Amity.
Amity est une ville du comté d'Allegany, dans l'État de New York, aux États-Unis,. En 2020, elle comptait une population de 2 185 habitants, estimée au 1er juillet 2021 à 2 161 habitants. La ville est incorporée en 1821.

## Démographie
Lors du recensement de 2020, la ville comptait une population de 2 185 habitants. Elle est estimée, en 2021, à 2 161 habitants.